# Sauromates IV
Sauromates IV, właśc. Tyberiusz Juliusz Sauromates IV (gr.: Τιβέριος Ἰούλιος Σαυροματης, Tibérios Ioúlios Sauromatēs) (zm. 275) – król Bosporu w 275. Syn króla Bosporu Tyberiusza Juliusza Reskuporisa IV Filokajsara Filoromajosa Eusebesa i nieznanej z imienia królowej.
W 275 Sauromates IV wstąpił na tron bosporański po śmierci ojca Tyberiusza Juliusza Reskuporisa IV Filokajsara Filoromajosa Eusebesa. Przez ojca był perskiego, greckiego, trackiego, rzymskiego oraz prawdopodobnie sarmackiego pochodzenia. Miał prawdopodobnie czterech braci, byłych i przyszłych królów bosporańskich: Farsanzesa, Chedosbiosa, Teiranesa oraz Totorsesa. Na jego monetach widnieje królewski tytuł w języku greckim ΒΑCΙΛΕѠC CΑΥΡΟΜΑΤΟΥ ("[Moneta] króla Sauromatesa").
Sauromates IV prawdopodobnie nie zmarł w 275, lecz został usunięty z tronu, bowiem cesarz bizantyjski Konstantyn VII Porfirogeneta (zm. 959) w swym traktacie o rządzeniu państwem De administrando imperio poinformował, że Sauromates, syn Kriskoronosa, był współczesny cesarzowi rzymskiemu Dioklecjanowi wokół 291. Uczeni przyjmują, że imię Kriskoronos, zanotowane w dziele Kostantyna, jest zniekształconą formą imienia Reskuporis.
Sauromates IV prawdopodobnie utracił tron bosporański na rzecz Tyberiusza Juliusza Teiranesa. Nie wiadomo, kiedy odzyskał tron, zapewne po kilku latach. Sauromates IV prawdopodobnie wówczas rządził razem z Tyberiuszem Juliuszem Totorsesem (286–308), potem z Tyberiuszem Juliuszem Radamsadesem (308–323), zapewne synem Totorsesa. Sauromates IV miał zapewne syna Tyberiusza Juliusza Reskuporisa V, późniejszego króla Bosporu w latach 311–342.